# Unterberg Jenő
Unterberg Jenő (Budapest–Óbuda, 1876. július 3. – Budapest, Erzsébetváros, 1956. július 8.) belgyógyász, Unterberg Hugó urológus bátyja.

## Élete
Unterberg Adolf (1846–1919) fővárosi orvos és Weil Eugénia (1852–1944) fiaként született zsidó családban. Középiskolai tanulmányait 1885 és 1893 között a Budapesti II. kerületi Királyi Egyetemi Katolikus Főgimnáziumban végezte. 1894-től 1899-ig a Budapesti Tudományegyetem Orvostudományi Karának hallgatója volt. Pályáját az I. sz. Belgyógyászati Kórodában kezdte Korányi Frigyes mellett, majd hosszabb időn át Berlinben és Párizsban folytatta tanulmányait. Hazatérését követően magánpoliklinikát alapított, ahol a belgyógyászati osztályt vezette, majd orvosvegyészeti laboratóriumában végzett diagnosztikai vizsgálatokat. Az első világháború idején harctéri szolgálatot teljesített; több kitüntetésben részesült. A Péterffy Sándor utcai Kórházban hunyt el tüdőgyulladás következtében.
A Kozma utcai izraelita temetőben nyugszik (21. parcella, 33. sor, 1. sírhely)

### Családja
Első házastársa Fischer Alice (1884–1945) volt, Fischer Simon kereskedelmi tanácsos és Spitzer Ilona lánya, akit 1909. június 3-án Budapesten, a Terézvárosban vett nőül. Második felesége Klein Aranka, 1945-től haláláig.
Lányai Unterberg Éva (1912–1998), férjezett Jávor (Krausz) Imréné és Unterberg Ibolya (1913–?), férje Mace Gordon Charles. Unokája Jávor Iván.

## Művei
- A tremor congenitus neurastheniás alapon álló egy esetéről. Budapest, 1900. (Orvosi Hetilap Közleményei).
- Adatok a «Purgo» hatásához. Budapest, 1902. (Orvosi Hetilap Közleményei).
- Adatok a phenolphtalein hatásához. (Orvosi Hetilap, 1902, 10.)
- Gyomor- és bélvérzéseknél a guaja charpentin próba értéke. Budapest, 1902. (A budapesti Orvosi Újság tud. Közleményei).
- A szabad és kötött sósav kimutatására használatos indicatorok értékéről a gyomortartalom vizsgálatánál és a fehérjéhez kötött sav tulajdonságairól. (Magyar Orvosi Archivum, 1903)
- A gyomorműködés vizsgálatára szolgáló eljárásokról. Budapest, 1904. (A Budapesti Orvosi Újság tudományos Közleményei)
- A külsőleg alkalmazható ralicyl készítmények hatásáról. Budapest, 1904. (Az Orvosok Lapja tudományos Közleményei)
- A vizeletben előforduló nagy, sokszögletűlaphámsejtekről (üledék-vizsgálatokalapján). (Orvosi Hetilap, 1925, 43.)
- Mi a könnyű és mi a nehéz étel? (Jó Egészség, 1930, 2–3.)
- A téli táplálkozás irányelvei. (Jó Egészség, 1931, 3–8.)

## Díjai, elismerései
- Signum Laudis (1915)